# 信州まるごとワイド。キャッチ!
『信州まるごとワイド。キャッチ!』（しんしゅうまるごとワイド。キャッチ!）は、2006年9月4日から2008年3月21日まで信越放送（SBCテレビ）で生放送されていた平日の夕方ワイド番組である。愛称・略称は「キャッチ!」。ハイビジョン制作、ステレオ放送。

## 概要
2006年9月4日の新社屋「TOiGO」（長野市問御所町）移転に伴い、視聴率で苦戦していた『Uパレード』に替わる新たな夕方ワイド番組として、「新鮮」「発見」「共感」を番組のキーワードにスタートした。またこの番組改編では、長寿番組として安定した視聴率を維持してきた夕方のニュース番組『SBCニュースワイド』を終了させ、夕方ワイド番組に統合する形で放送時間を2時間に拡大する思い切った改編を実施した。
16時台に長年飛び降りながらも系列外ネットを続けてきたテレビ東京制作で生放送の『レディス4』を時差ネットに変更し、空いた16時台に『水戸黄門』や『大岡越前』など一定の視聴者が見込まれる時代劇の再放送枠を設け、時代劇の視聴者をそのまま『キャッチ!』に取り込むという意図が分かりやすい番組編成も同時に実施した。
平日夕方の大幅な編成の見直し、そして思い切った番組改編を試みたが、ローカルニュースの放送時間が17時台半ばに前倒しされるなど視聴者の生活習慣を無視した分かりにくいタイムテーブルの設定で、夕方ワイド番組とニュース番組の統合による弊害が視聴率で顕著に現れた。結果として夕方ワイド番組とローカルニュースの統合は失敗に終わり、番組開始からわずか2か月で他の在長局と同様にローカルニュースの比重を18時台に戻した。
これら一連の番組編成の迷走による番組の低迷で、わずか半年余りで18時台のローカルニュース枠を『NEWS キャッチ!』、また内包されていた全国ニュース『JNNイブニング・ニュース』をそれぞれ完全に切り離し、また『キャッチ!』もキャスター陣を一新するなどのテコ入れを実施したが、その後に独立した『NEWS キャッチ!』も視聴率で苦戦するという状況に陥った。
結局わずか1年半余りで打ち切りという、SBCの夕方ワイド番組史上最も短命な番組になり、同時に『NEWS キャッチ!』も2008年3月28日をもって終了した。さらに、1994年4月の『ほっとスタジオSBC通り』開始から足掛け14年間にわたった夕方ワイド番組から撤退することが決定した。
夕方ワイド番組撤退を受け、2008年3月31日から17時台はTBS『イブニング・ファイブ』の同時ネット、そして18時台のローカルニュースは新番組『SBC News6』がスタート。そして、SBCは新たに、平日15時台から1時間（14:54 - 15:54）、平日午後に放送されている『信毎ニュース』を吸収する形でローカルワイド番組の枠を設け、新番組『3時は!ららら♪』をスタートさせた。

## 出演者

### メインキャスター
- 2006.9 - 2007.3 中澤佳子（SBCアナウンサー）・牛山美耶子（当時SBCアナウンサー）
- 2007.4 - 2008.3 小林夏樹・牛山美耶子（当時SBCアナウンサー）

### ニュース担当キャスター
- 2006.9 - 2007.3 丸山隆之（当時SBC報道部デスク）
- 2007.4 - 2008.3 日替わり

### 気象予報士
- 松元梓（気象予報士）

### リポーター
- 飯塚敏文（SBCアナウンサー）
- 中村雅子

ほか

## タイムテーブル
- 16:54 オープニング - 時代劇再放送の終了後、ステーションブレイク無しでこの『キャッチ!』に接続。
- 16:56 気象情報 - 詳しい天気予報は17時台「お天気キャッチ!」で放送。
- 16:58 特集・中継・料理コーナー - 「TOiGO LIVE」「よいコレ!キャッチ!」「キャッチ!ザ・グルメ」など日替わりコーナー。
- 17:30 キャッチ!ニュース5時半・お天気キャッチ! - ニューススタジオからのローカルニュースの後、松元からの詳しい天気予報の解説。
- 17:40 特集・中継コーナー
- 1 7:49 エンディング

### 2006.9 - 2007.3
- 一部のテレビ情報誌などの番組表では、第一部（16:54 - 17:50）・第二部（17:50 - 18:16『JNNイブニング・ニュース』）・第三部（18:16 - 18:55）と分けて掲載されていた。
- オープニング直後のニュースコーナーでは、『イブニング・ファイブ』未ネットによりローカルニュースに加え、全国ニュースも伝えていた。
- 他の在長局よりもローカルニュースの放送時間を前倒し、「キャッチ!ニュース5時半」（17:30頃）「キャッチ!ニュース6時半」（18:30頃）のコーナーでニュースを伝えていた。また、『JNNイブニング・ニュース』終了後には、ステーションブレイク無しでローカル枠に接続し、主なローカルニュース項目をボートで数分間伝える「キャッチ!かわら版」の後に特集コーナーを放送していた。

## 備考
- 番組タイトルロゴには、長野県で2006年10月1日に本放送が開始された地上デジタル放送に合わせ、デジタル放送で同局のリモコンキーIDに割当されているchannel 6が入っている。
- 緊急のニュースが発生した際にJNN報道特別番組が放送されない場合でも、『キャッチ!』を休止してJNN協定対象外番組の『イブニング・ファイブ』17時台を全編同時ネットに差し替えることが多かった。

| 信越放送（SBCテレビ） 夕方ワイド番組  | 信越放送（SBCテレビ） 夕方ワイド番組              | 信越放送（SBCテレビ） 夕方ワイド番組                                            |
| 前番組                                | 番組名                                            | 次番組                                                                          |
| ------------------------------------- | ------------------------------------------------- | ------------------------------------------------------------------------------- |
| Uパレード （2001.4 - 2006.8）         | 信州まるごとワイド。キャッチ! （2006.9 - 2008.3） | 3時は!ららら♪ 自社制作枠を15時台に移行 事実上の次番組は『イブニング・ファイブ』 |
| SBCテレビ 夕方のローカルニュース      |                                                   |                                                                                 |
| SBCニュースワイド （1976.4 - 2006.9） | 信州まるごとワイド。キャッチ! （2006.9 - 2007.4） | NEWS キャッチ! ニュース枠を分離 （2007.4 - 2008.3）                             |